# インディアン居留地

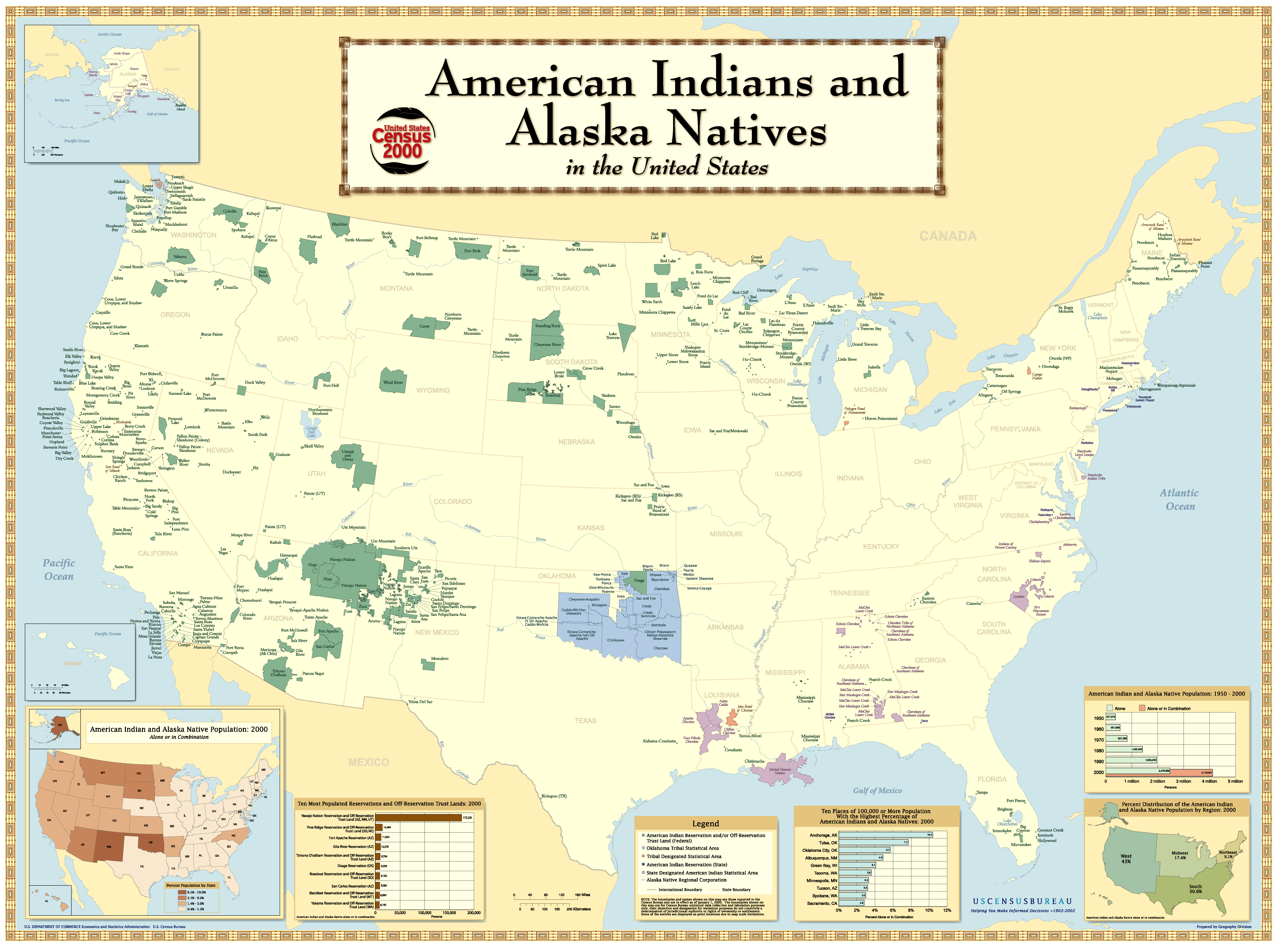
インディアン居留地の分布

インディアン居留地（インディアンきょりゅうち、保留地、Indian reservation）とは、アメリカ合衆国内務省インディアン管理局（Bureau of Indian Affairs、BIA）の管理下にある、インディアン（アメリカ州の先住民族）部族の領有する土地。リザベーションという呼び名が一般的だが、有力な民族のものは自治権が強く1つの国家にも等しい力を持つとされ、ネイション（国家）とも呼ばれる。同様にインディアンやエスキモーが先住するカナダにも同種の領域が存在する。
西部開拓時代には「インディアン・テリトリー（インディアン領）」と呼ばれていた。また、現在では「インディアン自治区」と呼ばれることも多い。

## 歴史
白人達が北アメリカ大陸を「開拓」する過程で、先住民であるインディアンと領土問題が起こり、居留区が作られた。白人政府とインディアン各部族との間に結ばれた、保留地を軸とした条約の数は、371に上った。

### 強制移住
だが、増え続ける入植者の前に、圧倒的な武力を背景に白人側はインディアン部族に土地の割譲を迫り、インディアン部族はわずかな年金と引き換えに条約を呑まざるを得なくなっていく。トーマス・ジェファーソンは、「インディアン達の意思を無視して白人側が勝手に保留地の土地を買ったりすることは許されない」と述べたが、それは全くの空論だった。土地を巡る白人とインディアンの争いは次第に激化していく。

東部の豊かな土地を所有していたインディアン部族の多くが、白人入植者により何のゆかりもない数千km離れた西部の土地へ強制移住させられた。
この強制移住は、数百数千に上る部族民の途上死を招いた。また、この部族収容は、スー族とポンカ族や、モードック族とクラマス族など、対立していた部族同士に同じ保留地をあてがう分割統治の手法が使われため、部族間で抗争を引き起こす元となり、またこれは白人入植者により保留地を没収し縮小する口実とされた。

### インターコース法の可決
1790年から1834年にかけて可決された「インターコース法」は、のちの保留地の形を決定付けるものだった。それは以下のようなものである。
- インディアン達に安住の地である「保留地」を与える。
- ここでインディアン達を、徐々に白人文化と同化させていく。
- 保留地内の法律は、部族独自に委ねられる。
- 大統領が任命する保留地監督官が、連邦と部族の連絡、「年金（たいていの場合は食糧）」の分配、ウィスキー（原文）の密売業者の逮捕、白人不法侵入者の排除、各部族間、また政府との部族の交渉の調整、就職技術の教育指導を担う。

しかし、実際にはこれらの方針は全く機能せず、放置された。南北戦争と保留地監督官の横領によって、食糧の供給は満足に行われず、保留地は常に飢餓状態に陥り、インディアンの反乱の元となった。
1860年代を前後してユリシーズ・グラントやウィリアム・シャーマンなどは、「保留地に入らないインディアン部族は絶滅させる」という絶滅政策を採り、保留地をインディアン部族を隔離・管理するための収容所化していく。

### バッファロー絶滅政策
西部のスー族など平原部族の「保留地」への囲い込み交渉は最後までもつれた。このため、連邦政府は平原部族の主要な食糧となっていたバッファロー（バイソン）を、政策として野生界から絶滅させ、食糧を断つ作戦を採った。大陸横断鉄道が敷設されると、政府は官製の狩猟ツアーを募り、窓から無差別にバッファローを撃たせてこれを殺させた。入植者達は条約を無視して勝手に保留地に入り込み、部族の猟場でバッファローを虐殺したが、保留地監督官は部族の抗議を無視した。こうして19世紀初頭に4千万頭を超えていたバッファローは、19世紀末には野生状態ではついに絶滅に近い状態となった。飢餓状態となった平原の部族は保留地に入らざるを得なくなった。

### ドーズ法の可決
保留地囲い込みと同時に、議会に対する白人開拓者や農場主たちによる、インディアン達の領土の明け渡しと開拓を可能にする新法の要求は、年々強まっていた。こうしたなかで、1886年に可決されたドーズ法は、インディアン保留地内の土地を個人のものとして細分化し、不動産化していく決定的な法律となった。このドーズ法の下、部族の土地はわずかな年金や品物と交換されて（それもまともに支払われることはほとんど無かった）矮小化されていった。不動産の概念のないインディアン達は、4千平方メートル当たり50セントで売買契約させられた。（反抗的だったシッティング・ブルの部族、ハンクパパ族の「スタンディング・ロック保留地」では、同じ面積で25セントにさせられた。）
1889年までに、西部のインディアン部族の土地は、3年間で16万平方キロメートルが売り渡された。1868年のララミー砦条約で、「不可侵の土地」と約されたスー族の広大な「グレート・スー・ネイション」も、ブラックヒルズに金鉱が見つかるとたちまち蹂躙され収奪されていった。この16万平方キロメートルの没収された土地のうち、4万1600平方キロメートルは、スー族が命の糧としていた、先祖代々からの猟場だった。

売り渡されなかった土地でも、数ドルの年金で、数十年単位で、市町村クラスの土地を白人農場主が半ば強制的に借り上げるようになっていった。現在でも、保留地では地主であるインディアンが、借地人である白人の農場などで、低賃金の肉体労働に従事していることは珍しいことではない。同時に、インディアンが保留地から白人の許可なしに外へ出ることは全面禁止となった。違反者は死刑になった。
こうした制限は、19世紀末まで続いた。
「ドーズ法」を立案した、マサチューセッツ州選出の上院議員ヘンリー・ドーズの意図は、インディアン1世帯に対して、65ヘクタールの土地を農地として「与え」、「余った」保留地の土地を白人に売却させることで、その代金の一部をインディアンに還元させる、というものであった。この根本理念は「保留地の解消」であり、ここに「部族の主権」という発想は毛頭ない。しかも、ドーズ本人はこれを「人道主義に基づく、インディアン教化の最上の方法」であるとしていた。

### BIA
「保留地」管理のために、連邦政府は1820年代にアメリカ内務省直轄のBIA（文献によって「インディアン局」、「インディアン事務局」、「インディアン管理局」などと表される）を設立していた。保留地監督官はここの所属となった。保留地にはBIAの出先機関として「管理事務所」が置かれ、ここへ派遣された白人の管理官が、保留地内のインディアンのすべての行いについて「監督・指導」するようになった。反抗的、不穏な部族や指導者は軍が呼ばれ、虐殺された。
保留地管理事務所には、「レッド・クラウド管理所」だとか「スポッテッド・テイル管理所」など、保留地政策に賛同し、白人に融和的だった部族員の名が冠せられた。また、有力な首長を裁判官に任命するなどしてこれを懐柔し、反抗的な首長を牽制させた（一例として、シッティング・ブルとゴールなど）。また、儀式のほとんどがキリスト教的でないとして弾圧・禁止され、シャーマンや呪い師は殺害された。狩猟も禁止された。
よって、保留地は、「インディアンが農業を行うための土地」となった。 が、ほとんどの保留地は農業不可能な不毛の原野である。連邦政府が西部の部族に対して行った農業指導の実態は、いきなり農耕文化を持たない狩猟部族に使い方もわからないトラクターを渡し、農耕を命令するという、現実離れしたものであった。
バッファロー狩りの出来なくなった平原の部族には、代わりに「年金」として、保留地事務所より、肉牛などが支給されることになったのであるが、上述のようにそれは半ば戦略的にBIAの保留地監督官によって横領され、常に数が不足していた。農業経験のないインディアン達は飢え、冬をしのぐために種牛にまで手をつけざるを得ず、飢餓は年次倍増していった。
条約が結ばれて保留地に強制移住させられ、しばらくすると、移民の増加で実情が合わなくなり、また新しい条約が強要され、保留地が縮小される。保留地を巡る条約交渉の歴史は、この繰り返しであった。現在も連邦政府は「インディアンの自立」を掲げる。しかし、インディアンはそもそも白人と出会う以前から自立していたのである。保留地の歴史すべてが、条約違反の繰り返しの上に成り立っている。

## 保留地の現在
保留地には、一定の自治権を認めた条約規定に基づき、BIA直轄の「部族評議会」、または「部族議会」が組織されていて、これは一般に「部族政府」と呼ばれる。「イロコイ連邦」が自主独立を保てているのは、「部族議会」を持たず、連邦と貸し借りのない状態を維持しているからであるといわれる。
保留地は「連邦政府」との条約規定によって存在しているが、その土地は「州政府」の管轄内にある。このため、部族政府は「自治政府」、「独立国家」を名乗りながらも、常に連邦と州の双方を相手に交渉ごとを行わなければならない矛盾を負わされている。（この状況は条約に違反している）
ほとんどすべての保留地は産業を持てず、貧困にあえいでいる。また、保留地で生活する限り、そのインディアンにはわずかながら条約規定に基づいた年金が入るため、これに頼って自立できない人々も多い。失業率は半数を超え、アルコール依存症率は高い。保留地には産業や就労先がないため、年金を捨て、保留地外に出て生活する人たち（シティー・インディアン）も多い。
20世紀頃までのアメリカではネバダ州とニュージャージー州以外でカジノが実質禁止だった。対して、保留地内では自治権を認めた条約規定で設立可能であり、それを活用することでインディアン・カジノ（「現代のバッファロー」とも称される）として成功した保留地もある。しかし、州が州法を盾にギャンブル事業の認可をしないために「切り札」のカジノを持てず、身動きできない部族も多い。これも連邦法と州法の双方から縛られるインディアン保留地の矛盾を示す事例のひとつである。
現在の連邦政府の方針としては、1950年代からの流れとして、部族の意向を無視して「保留地」を解消していこうという方向にある（これは条約違反である）。「インディアン」という特別な存在ではなく、「アメリカ市民」として納税させ、国民の義務を負わせるというのが、当初からの政府の命題だったからである。これに沿った「インディアン寄宿学校」による強制同化政策によってインディアンの同化が進み、20世紀初頭からすでに、部族独自の純血性、民族性は薄れたとして、様々な部族が絶滅認定され、保留地を没収されていった。ただし、この揺れ戻しとして、近年再び部族の結集を図り、「保留地」の再獲得を果たした例もある。

## 居留地のリスト
目次 : A B C D E F G H I J K L M N O P Q R S T U V W X Y Z
A
- アコマインディアン居留地
- アクチンインディアンコミュニティ
- Allegany居留地、ニューヨーク州

B
- ベイミルズインディアンコミュニティ(BMIC)、ミシガン州チペワ郡

2000年の時点で人口38,543人。
- BigCypressインディアン居留地
- ブラックフットインディアン居留地 ※シクシカ族（ブラックフット族）の保留地。スー族の支族シハサパ族（ブラックフット）とは無関係。
- Brightonインディアン居留地

C
- CampVerde居留地
- Canoncitoインディアン居留地
- Cattaraugus居留地
- Chemehueviインディアン居留地
- シャイアンリバー、スーインディアン居留地（ラコタ|ミニコンジュ）
- Cocopahインディアン居留地
- Coeurd'Aleneインディアン居留地
- ColoradoリバーインディアンTribes
- Colvilleインディアン居留地
- クロウクリークインディアン居留地
- クロウインディアン居留地

D
- Duckバレーインディアン居留地

E
F
- Flandreau居留地
- Flatheadインディアン居留地
- フォートアパッチインディアン居留地
- フォートBelknapインディアン居留地 （グロー・バントル族とアシニボイン族の保留地）
- フォートBertholdインディアン居留地 （MHA三大部族の保留地）
- フォートHallインディアン居留地 （ショーショーニ族とバンノック族の保留地）
- フォートMcDowellモハーヴェ-アパッチインディアン居留地
- フォートMojaveインディアン居留地
- フォートPeckインディアン居留地 （アシニボイン族とスー族の保留地）
- フォートYumaインディアン居留地

G
- GilaBendインディアン居留地
- Gilaリバーインディアン居留地
- Goshuteインディアン居留地

H
- Havasupaiインディアン居留地
- ホピインディアン居留地
- Hualapaiインディアン居留地

I
- イスレタインディアン居留地

J
- JicarillaApacheインディアン居留地

K
- Kaibabインディアン居留地
- Klamath居留地

L
- Lagunaインディアン居留地
- LakeTraverseインディアン居留地
- LowerBruleインディアン居留地

M
- MescaleroApacheインディアン居留地
- Miccosukeeインディアン居留地
- Moapaリバーインディアン居留地
- Morongoインディアン居留地

N
- ナバホ居留地（ナバホ・ネイション）
- ネズパース・インディアン居留地（ネズパース族）
- ノーザン・シャイアン・インディアン居留地（シャイアン族）

O
- ニューヨーク州オイルスプリングス居留地en:Oil Springs Reservation
- ニューヨーク州オノンダガ居留地en:Onondaga Reservation, New York

P
- Pamunkeyインディアン居留地en:Pamunkey Indian Reservation
- Papagoインディアン居留地
- Pascua-Yaqui居留地
- メイン州PassamaquoddyインディアンTownship居留地en:Passamaquoddy Indian Township Reservation, Maine
- メイン州PassamaquoddyPleasantPoint居留地en:Passamaquoddy Pleasant Point Reservation, Maine
- メイン州ペノブスコット郡ペノブスコットインディアンアイランド居留地en:Penobscot Indian Island Reservation, Penobscot County, Maine
- パインリッジインディアン居留地en:Pine Ridge Indian Reservation
- Poospatuck居留地en:Poospatuck Reservation, New York
- Potawatomiインディアン居留地
- PyramidLakeインディアン居留地

Q
- Quinaultインディアン居留地

R
- RamahNavajoインディアン居留地
- RockyBoy'sインディアン居留地
- ローズバッドインディアン居留地（ラコタ|ブルーレ）
- RedLake居留地en:Red Lake Indian Reservation

S
- St.RegisMohawk居留地en:St. Regis Mohawk Reservation, New York
- サルトリバーピマ-マリコパインディアン居留地
- SanCarlosApacheインディアン居留地
- SanXavierインディアン居留地en:San Xavier Indian Reservation

アリゾナ州ツーソン付近。
- ニューヨーク州Shinnecock居留地en:Shinnecock Reservation, New York
- SouthernUteインディアン居留地
- スピリットレイクインディアン居留地
- Spokaneインディアン居留地
- スタンディングロックインディアン居留地（ラコタ|ハンクパパ）

T
- タオスインディアン居留地
- トホノ・オ・オドム
- Tonawanda居留地en:Tonawanda Reservation
- トントアパッチ居留地
- TurtleMountainインディアン居留地

U
- UintahandOurayインディアン居留地
- Umatillaインディアン居留地en:Confederated Tribes of the Umatilla Indian Reservation
- ユトマウンテンユト居留地

V
W
- ウォーカーリバーインディアン居留地
- ワームスプリングスインディアン居留地en:Warm Springs Indian Reservation
- ウィンドリバーインディアン居留地（アメリカの地下核実験場である）

X
Y
- Yakamaインディアン居留地en:Yakama Indian Reservation
- ヤンクトンインディアン居留地
- ヤヴァパイ-プレスコット居留地

Z
- ズィアインディアン居留地
- ズニインディアン居留地